# Honorat II de Savoia

Escut de marquès d'Honorat II.

Honorat de Savoia, marquès de Villars (c. 1511 - 20 de setembre de 1580, Le Grand-Pressigny) fou un mariscal de França i almirall de França. Nascut en una branca de cadets de la casa de Savoia, va lluitar primer per Francesc I, i després per Henri II durant les guerres italianes. Això va incloure la lluita a Hesdin i la batalla de Saint-Quintí. Durant aquest període també va dirigir la diplomàcia per a la cort francesa, i va participar en les negociacions que van posar fi a les guerres italianes. Posteriorment va rebre el càrrec de tinent general del Llenguadoc, en el qual va suprimir els hugonots durant diversos anys abans de renunciar a la comissió el 1562.

## Biografia
Era fill de René de Savoia i Ana de Láscaris. Educat a la cort de França, va acompanyar a Enric II de França el 1552 el seu viatge a Lorena, i el 1553 va ajudar a la ciutat de Hesdin, del seu setge per part del príncep de Piemont, en el context de les guerres d'Itàlia. Va ser ferit a Batalla de Sant Quintí el 10 d'agost de 1557, encara que això no li va impedir alleujar Corbie del seu setge per part dels espanyols.
Va acompanyar Carles IX de França al seu Gran Tour de França i el 1567 va assistir al' Assemblée des Grands de France celebrada a Moulins. Va fer la guerra amb fervor contra els hugonots, lluitant a Saint-Denis i a la Batalla de Moncontour .

### Matrimoni i filla
El 1540 es va casar amb Joana Francesca de Foix, vescomtessa de Castillon († 1542), amb la qual només va tenir una filla, Enriqueta de Savoia-Villars († 1611). El 1565, el seu feu de Villars va ser promogut a un marquesat depenent de la Casa de Savoia.
El 1570, va succeir a Blaise de Montluc com a tinent de Guyenne, on es va reprimir als hugonots el 1573. El rei el va recompensar fent-lo mariscal de França el 1571 i Almirall de França, i de les mars de Llevant el 1572, després de la mort de Gaspar II de Coligny. El va renunciar al seu càrrec d'almirall en favor del fill de Carles de Lorena, duc de Mayenne. Va ser nomenat cavaller de l'Orde de l'Esperit Sant el dia 1 de gener de 1579, i va morir el dia 20 de setembre de 1580.